# Storfjorden
För kommunen Storfjord, se Storfjords kommun.
Storfjorden är en sjö i Årjängs kommun i Värmland och ingår i Göta älvs huvudavrinningsområde. Sjön har en area på 0,18 kvadratkilometer och ligger 234,9 meter över havet.

## Delavrinningsområde
Storfjorden ingår i det delavrinningsområde (660833-128592) som SMHI kallar för Utloppet av Högsjön. Medelhöjden är 190 meter över havet och ytan är 35,73 kvadratkilometer. Räknas de 3 avrinningsområdena uppströms in blir den ackumulerade arean 82,83 kvadratkilometer. Fårnåsälven (Kroksälven) som avvattnar avrinningsområdet har biflödesordning 4, vilket innebär att vattnet flödar genom totalt 4 vattendrag innan det når havet efter 273 kilometer. Avrinningsområdet består mestadels av skog (67 procent) och öppen mark (12 procent). Avrinningsområdet har 2,21 kvadratkilometer vattenytor vilket ger det en sjöprocent på 6,2 procent.